# Milichiella urbana
Milichiella urbana är en tvåvingeart som beskrevs av Malloch 1913. Milichiella urbana ingår i släktet Milichiella och familjen sprickflugor. Arten finns i Nordamerika.